# 뉴스와이드 참
뉴스와이드 참은 대한민국에서 주중 오후 12시 50분~3시 50분, 주말 오전 11시~오후 2시에 텔레비전으로 방송되었던 TV조선의 오후 시간대 뉴스 프로그램이다.

## 그 외 TV조선 뉴스 프로그램
- 뉴스와이드 활
- 유연채의 뉴스의 눈
- TV조선 뉴스 판
- TV조선 주말뉴스 토.일

## 동시간대 경쟁 프로그램
- 신예리, 박진규의 시시각각 (JTBC)
- 시사마이크 (매일방송)
- 이언경의 직언직설 (채널A)